# Grotta di Padriciano
Grotta di Padriciano – jaskinia krasowa w północno-wschodnich Włoszech.